# Gaibnazar Pałłajew
Gaibnazar Pałłajew (ros. Гаибназар Паллаев, tadż. Ғоибназар Паллаев, ur. 20 maja 1929 w Osz, zm. 8 września 2000) – radziecki działacz państwowy i partyjny.

## Życiorys
W 1954 ukończył Tadżycki Instytut Rolniczy, 1954-1958 był agronomem kołchozu, głównym agronomem i dyrektorem Stanicy Maszynowo-Traktorowej, 1958-1959 był szefem inspekcji gospodarki rolnej i zastępcą przewodniczącego rejonowego komitetu wykonawczego. Później był sekretarzem rejonowego komitetu Komunistycznej Partii Tadżykistanu, 1960-1961 zastępcą ministra gospodarki rolnej Tadżyckiej SRR, 1961-1964 I sekretarzem komitetu rejonowego, a 1964-1973 sekretarzem komitetu partyjnego Produkcyjnego Zarządu Kołchozowo-Sowchozowego. W latach 1973–1977 był przewodniczącym Zjednoczenia "Tadżyksielchoztechnika", od kwietnia 1977 do 18 lutego 1984 I sekretarzem Kurgan-Tiubińskiego Komitetu Obwodowego Komunistycznej Partii Tadżykistanu, a od 17 lutego 1984 do 12 kwietnia 1990 przewodniczącym Prezydium Rady Najwyższej Tadżyckiej SRR. Deputowany do Rady Najwyższej ZSRR 10 i 11 kadencji. Od 25 lutego 1986 do 2 lipca 1990 był członkiem Centralnej Komisji Rewizyjnej KPZR.